# La Gagarella del Biffi Scala
La Gagarella del Biffi Scala è una canzone milanese scritta dal duo Giovanni D'Anzi e Alfredo Bracchi nel 1941, dedicata alle "Gagarelle" (versione femminile e diminutiva di "gagà") cioè le giovani ragazze viziate che sfoggiano vestiti alla moda e vivono mantenute dai genitori.

## La canzone
Il testo della canzone fu scritto Alfredo Bracchi mentre la musica fu scritta da Giovanni D'Anzi, che ne fu anche il primo interprete.
La canzone parla appunto di come negli anni quaranta, queste ragazze erano solite arrivare ai caffè bar al momento giusto per bere il tè, anche a costo di marinare la scuola; racconta come sono vittime della dieta, usano un linguaggio giovanile, fumano le sigarette Camel solo per atteggiarsi.
Gli autori scherzano sui doppi sensi, ironizzando nella prima strofa, dove spiegano come deve essere scritta una canzone milanese cioè in modo crudele e sbarazzino, dove l'aggettivo "crudele" non va preso in senso letterale, ma come sinonimo di satirico, goliardico.
Tanti, seppur ingenui per l'epoca attuale, erano i doppi sensi che, per farli intuire al pubblico, venivano evidenziati con particolari accentuazioni di tono. D'Anzi e Bracchi pare ci tenessero.
La canzone ottenne un grande successo e fu poi ripresa da Maria Pia Arcangeli, artista molto apprezzata da D'Anzi, che la lanciò dai microfoni della trasmissione Ciciarem un cicinin, e da Liliana Feldmann che la incise come suo primo disco con la casa discografica La Cetra.
Molto nota è anche l'interpretazione di Nanni Svampa che nel 1970 incise l'album Antologia Della Canzone Lombarda - Le Canzoni Della Madonnina, in cui sono riprese molte canzoni di Bracchi e D'Anzi fra cui La gagarella del Biffi Scala.